# Medalha Albrecht Penck
A Medalha Albrecht Penck Albrecht-Penck-Medaille foi uma medalha concedida pela Deutsche Quartärvereinigung (DEUQUA) por realizações na pesquisa do Quaternário, que homenageia não só a pesquisa geológica, mas também botânica e arqueológica.
A condecoração homenageia Albrecht Penck (1858–1945), sendo concedido pela última vez em 2014.

## Recipientes
- 1958: Henri Breuil, Franz Firbas, Rudolf Grahmann, Raimund von Klebelsberg, Paul Woldstedt
- 1962: Knud Jessen, Władysław Szafer
- 1964: Carl Troll
- 1966: Richard F. Flint, Alfred Rust
- 1968: Karl Gripp, Julius Büdel
- 1970: Konrad Richter
- 1972: André Cailleux, Waldo H. Zagwijn
- 1974: Raijmund Galon, Hans Graul
- 1978: Irina Ivanowa, Gerald Richmond
- 1980: Vojen Loek, Martin Schwarzbach
- 1982: Julius Fink, Ingo Schaefer, Harry Godwin
- 1985: Max Welten, Erich Schönhals
- 1986: Karl Brunnacker
- 1988: Aleksis Dreimanis, Richard Gilbert West
- 1990: Lothar Eißmann, Helmut Müller
- 1992: Hans Poser
- 1994: Arno Semmel, Heinz Kliewe, Alfred Jahn
- 1996: Hans-Jürgen Beug
- 1998: Frans Gullentops, Gerd Lüttig, J. E. Mojski
- 2000: René Handtke, Helmut Heuberger, Samuel Wegmüller
- 2002: Herbert Liedtke, Werner Schulz
- 2004: Karl-Ernst Behre
- 2006: Horst Hagedorn, Mebus A. Geyh
- 2008: Hermann Jerz, Dirk van Husen[1]
- 2010: Klaus-Dieter Meyer, Hansjörg Streif
- 2012: Christian Schüchter, Charles Turner
- 2014: Ruth Drescher-Schneider, Klaus-Dieter Jäger